# Station Huopalahti
Station Huopalahti (Fins: Huopalahden rautatieasema; Zweeds: Hoplax järnvägsstation) is een treinstation in de Helsinkische buitenwijk Etelä-Haaga. Het wordt uitsluitend bediend door treinen van de Forenzentrein van Helsinki.
Het station van Huopalahti werd in 1903 geopend en bestond uit een perron onder station Pitäjänmäki. In 1921 kreeg het station een eigen gebouw.

## Treinen
De volgende treinen stoppen op station Huopalahti:

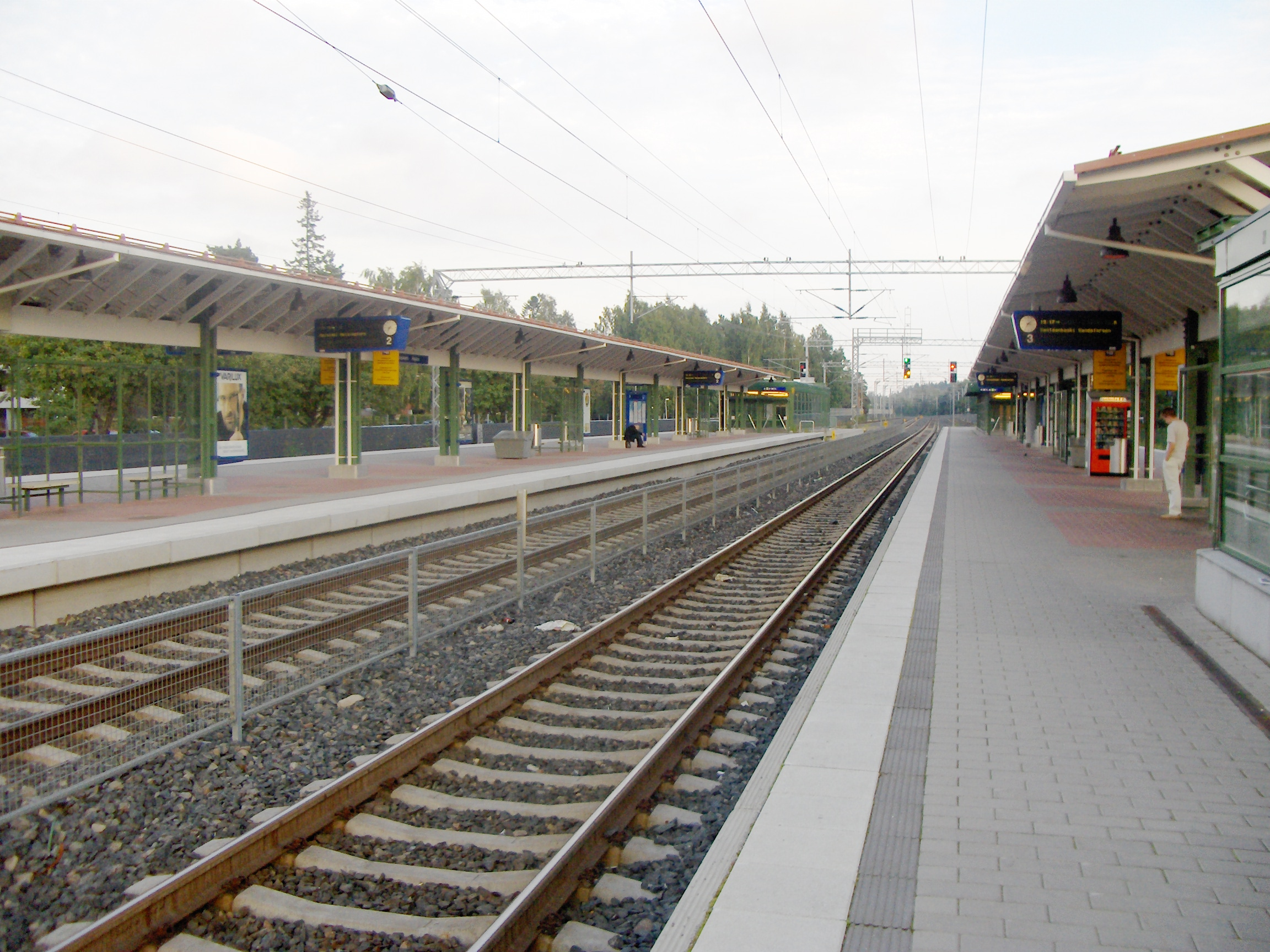
De perrons van het station

| Serie | Treinsoort                                           | Route                                                                           | Bijzonderheden |
| ----- | ---------------------------------------------------- | ------------------------------------------------------------------------------- | --- |
| U     | Pendeltrein (VR-Yhtymä en Helsingin seudun liikenne) | Helsinki – Pasila – Huopalahti – Leppävaara – Kauklahti – Kirkkonummi           | Rijdt ieder halfuur. |
| E     | Pendeltrein (VR-Yhtymä en Helsingin seudun liikenne) | Helsinki – Pasila – Huopalahti – Leppävaara – Kauklahti                         | Rijdt ieder halfuur. |
| A     | Pendeltrein (VR-Yhtymä en Helsingin seudun liikenne) | Helsinki – Pasila – Huopalahti – Leppävaara                                     | Rijdt iedere tien minuten en in het weekend ieder halfuur.                                                                                            |
| P     | Pendeltrein (VR-Yhtymä en Helsingin seudun liikenne) | Helsinki – Pasila – Huopalahti – Luchthaven – Tikkurila – Pasila – Helsinki     | Rijdt iedere tien minuten en op zondag ieder kwartier.                                                                                                |
| I     | Pendeltrein (VR-Yhtymä en Helsingin seudun liikenne) | Helsinki – Pasila – Tikkurila – Luchthaven – Huopalahti – Pasila – Helsinki     | Rijdt iedere tien minuten en op zondag ieder kwartier.                                                                                                |
| L     | Pendeltrein (VR-Yhtymä en Helsingin seudun liikenne) | Helsinki – Pasila – Huopalahti – Leppävaara – Kauklahti – Kirkkonummi           | Rijdt 's ochtends vroeg en 's avonds laat een keer in het halfuur. Rijdt in de nachten van vrijdag op zaterdag en zaterdag op zondag eenmaal per uur. |
| X     | Pendeltrein (VR-Yhtymä en Helsingin seudun liikenne) | Helsinki – Pasila – Huopalahti – Leppävaara – Kauklahti – Kirkkonummi – Siuntio | Doordeweeks enkele treinen. |
| Y     | Pendeltrein (VR-Yhtymä en Helsingin seudun liikenne) | Helsinki – Pasila – Huopalahti – Leppävaara – Kauklahti – Kirkkonummi – Siuntio | Doordeweeks enkele treinen. |